# Warren Lewis (Historiker)
Warren Hamilton Lewis (* 16. Juni 1895 in Belfast, Irland; † 9. April 1973) war ein irischer Historiker, Schriftsteller und zur Zeit des Ersten Weltkriegs Offizier des Royal Army Service Corps in der British Army.

## Leben
Warren Lewis wurde in Dundela Villas am Stadtrand von Belfast als Sohn von Albert James Lewis und seiner Ehefrau Flora Augusta Hamilton geboren. Er starb im Alter von 77 Jahren, rund zehn Jahre nach dem Tod seines berühmteren Bruders C. S. Lewis. Gemeinsam gehörten sie der Vereinigung der „Inklings“ an, wo sie sich mit weiteren Schriftstellern und Professoren wie J. R. R. Tolkien, Nevill Coghill oder Hugo Dyson zu literarischen Debatten und Vorlesungen trafen.
Die Gebrüder Lewis wurden teilweise von ihrer Mutter zu Hause in Latein, Französisch und Mathematik unterrichtet, wobei sie besonderes Gewicht auf das Lesen legte, was einen Grundstein für den späteren Erfolg der Jungen als Schriftsteller legte. Bereits in jungen Jahren verfassten sie selbst kleinere Geschichten, wobei Warrens Texte vom fernen Indien handelten, während Clive, dessen Spitzname „Jack“ lautete, Erzählungen von sprechenden Tieren entwarf. Beide Welten vermischten sich schließlich in einem Land namens Boxen.
Warren Lewis besuchte vom 10. Mai 1905 an die Wynyard School, ein Internat in Watford in Hertfordshire nordwestlich von London. In dieser Zeit starb seine Mutter († 23. August 1908), als er 13 Jahre alt war. Anschließend wechselte er 1909 auf das Malvern College in Malvern, Worcestershire, wo er im Jahr 1913 seinen Abschluss machte. Lewis führte von 1919 bis 1972 regelmäßig Tagebücher, sodass sein Leben gut dokumentiert ist. Er begann am 4. Februar 1914 eine militärische Ausbildung am Royal Military College in Sandhurst (RMC), die jedoch durch den Beginn des Ersten Weltkrieges unterbrochen wurde.
Lewis wurde am 4. November 1914 nach Frankreich entsendet, wo er in der 4. Division einem Versorgungszug zugeteilt war. Im September 1915 wechselte er in die 3. Kompanie, wurde am 24. September 1916 zum Leutnant befördert und am  1. Oktober zum vorläufigen Captain erhoben. Kurz darauf am 13. November 1916 wurde er zum Kommandeur der 4. Kompanie der 7. Division in Frankreich ernannt und schließlich offiziell zum Captain. Anschließend wurde er an der Mechanical Transport School of Instruction und der London School of Economics ausgebildet.
Nach Ende seiner militärischen Laufbahn zog Lewis 1931 nach Oxford, wo sein Bruder als Professor tätig war. Er selbst beschäftigte sich als Schriftsteller vorwiegend mit französischer Literatur, was sich in seinen Schriften widerspiegelt.

## Schriften
- The Lewis Papers: Memoirs of the Lewis Family. Privatdruck 1933.
- The Galleys of France. In: Essays Presented to Charles Williams. Oxford University Press, Oxford. 1947.
- The Splendid Century: Some Aspects of French Life in the Reign of Louis XIV. Eyre & Spottiswoode, London 1953, OCLC 1162552.
- The Sunset of the Splendid Century: The Life and Times of Louis Auguste de Bourbon, Duc de Maine. Eyre & Spottiswoode, London 1955.
- Assault on Olympus: The Rise of the House of Gramont between 1604 and 1678. Andre Deutsch, London 1958.
- Louis XIV: An Informal Portrait. Andre Deutsch, London 1959, OCLC 1653278.
  - Ludwig XIV.: Halbgott u. Mensch. (Aus dem Englischen übertragen von Robert Felix). Wunderlich, Tübingen um 1961, DNB 453030629.
- The Scandalous Regent: A Life of Philippe, Duc d’Orleans and of his family. Andre Deutsch, London 1961, OCLC 1361263.
- Levantine Adventurer: The Travels and Missions of the Chevalier d’Arvieux. Andre Deutsch, London 1962, OCLC 122692997.
- Memoirs of the Duc de Saint-Simon. B. T. Batsford, London 1964, OCLC 30254139.
- Letters of C. S. Lewis. Geoffrey Bles Ltd., London 1966, OCLC 313097896.
- Boxen : childhood chronicles before Narnia. HarperCollinsPublishers, London, New York 2008, ISBN 978-0-06-169833-0.